# A-103 (Аполо)
A-103, наричан също и SA-9 или Сатурн-Аполо 9, е третата орбитална мисия на ракетата носител „Сатурн“, полезният товар на която представлявал макет на космическия кораб „Аполо“. Ракетата извежда в орбита и първия спътник по програмата „Пегас“.

## Цели на полета
Целта на мисията е да се проверят компонентите на космическия кораб „Аполо“ и извеждане в орбита на пътника „Пегас“. Макетът на космическия кораб „Аполо“ този път е така коригиран, че в обслужващия модул е поставен спътника „Пегас“. Втората степен на обслужващия модул трябва да достигне орбита със спътника и да остане с него до обратното му навлизане в атмосферата. Спътника „Pegasus“ ще излезе от вътрешността на обслужващия модул и след това ще разтвори панели си и ще започне своята работа. Целите на спътника са изпробване механичната и структурната му функционалност, както и електронните му системи и метеоритен анализ на данните в близка околоземна орбита. Планираната орбита и траекторията към нея се различават съществено от мисиите A-101 и А-102.

## Ход на полета
Ракетата носител се състои от първа степен (S-I), и втора (S-IV). Космическият апарат се състои от макет на кораба, команден и обслужващ модул, система за аварийно спасяване. Обслужващия модул се намира и спътника „Пегас“. Системата за аварийно спасяване е изстреляна по време на старта, а командния модул е отделен след навлизането в атмосферата. Спътникът тежи около 1805 кг и е с размери 5,28 на 2.13 на 2.41 m. Ширината на крилата е 29,3 m.
Ракетата носител стартира от Кейп Канаверал, площадка 37B в 09:37:03 ч. EST. (14:37:03 GMT) на 16 февруари 1965 г. Има едно забавяне на старта с около 1 час и 7 минути, причиненено от спиране на тока. Самото изстрелване минава нормално, а полезния товар влиза в орбита около 10,5 минути след старта. Общата маса, изведена в орбита е 15 375 кг.
- Перигей – 495 км;
- Апогей – 743 км;
- Наклон 31,76 °;
- Период – 97,1 мин.

## Резултати
Планираната орбита и скорост са много близки до планираните. Спътника Pegasus започва работа около 804 секунди след изстрелването и разтваря двете си крила за откриване на метеорити около 1 минута по-късно. Предполагаемият полезен живот на Pegasus в орбита е около 1188 дни. Въпреки някои малки неизправности в ракетата носител и в спътника, мисията „А-103“ е успешна и всички цели са изпълнени.